# Goleo VI et Pille
Cet article concerne la mascotte de la coupe du monde de football 2006. Pour les autres mascottes de coupe du monde, voir Mascotte de la Coupe du monde de football.

Goleo en peluche.

Goleo VI, ou plus simplement Goleo, est la mascotte officielle de la Coupe du monde de football de 2006 qui s'est déroulée du 9 juin au 9 juillet 2006 en Allemagne. Prenant la forme d'un lion, il est toujours accompagné de son compagnon, Pille, un ballon de football parlant. Goleo porte un maillot blanc frappé du numéro 06 en référence à l'année de l'évènement. Le costume de Goleo a été confectionné par la société de Jim Henson pour un prix proche de 250 000 €.
Goleo fut officiellement choisie comme mascotte le 13 novembre 2004 durant une émission de télévision allemande présenté par Pelé et Franz Beckenbauer. Par ailleurs, il apparut en 2005 dans le clip vidéo de la chanson Love Generation de Bob Sinclar. 

## Étymologie
Goleo VI est formé de : Gol (goal), leo (lion) et VI (6/2006).

## Critiques
La mascotte a été plusieurs fois critiquées, notamment car ce n'est pas un animal allemand et parce que certains la trouvaient laide. Beaucoup ont suggéré l'adoption d'un aigle, symbole de l'Allemagne, ou un écureuil, animal très populaire chez les Allemands. D'autres ont estimé que la mascotte était ridicule, notamment en raison du fait qu’elle ne porte pas de pantalon. Par ailleurs, la société NICI, qui commercialise Goleo, a déposé le bilan, les produits dérivés Goleo se vendant mal, mais aussi en raison des 28 millions d'euros qu'elle a dû débourser pour acquérir les droits exclusifs sur la mascotte.

## Pille
Pille est le compagnon de Goleo VI. Cette mascotte prend la forme d'un ballon de football parlant,.